# The Public Enemy (catch)
Pour les articles homonymes, voir Public Enemy (homonymie).
Palmarès
ECW World Tag Team Championship (4 fois)
i-Generation Tag Team Championship ) (2 fois)
MECW Tag Team Championship (1 fois)
NWA World Tag Team Championship (1 fois)
NWA United States Tag Team Championship (1 time)
TCW Tag Team Championship (1 fois)
UWA Tag Team Championship (1 fois)
WCW World Tag Team Championship (1 fois)
The Public Enemy est une ancienne équipe de catch composée de Rocco Rock et Johnny Grunge à la Extreme Championship Wrestling (ECW), World Championship Wrestling (WCW), National Wrestling Alliance (NWA) et la World Wrestling Federation (WWF). Ils ont remporté les titres par équipe de toutes ces fédérations hormis la WWF,,. Leur nom vient du groupe de rap du même nom.

## Histoire

### Extreme Championship Wrestling (1994-1996)
The Public Enemy débute à la Extreme Championship Wrestling à Ultra Clash en 1993, alors que le booker Paul Heyman leur donne un personnage d'hommes blancs qui adoptent et aiment la culture hip-hop grandissante en Amérique. Heyman a dit qu'il a eu l'inspiration de créer The Public Enemy d'un article de Time Magazine au sujet de violence dans les rues sombres de Los Angeles au début des années 90, avec une citation qui disait « La génération d'aujourd'hui est plus effrayée aujourd'hui de vivre que de mourir »[réf. nécessaire].
L'équipe devient rapidement l'une des plus populaires de la fédération ; leur style de combat violent, complété d'objets en tout genre et de tables, faisait d'eux l'une des équipes les plus (kayfabe) craintes à la fédération. Ils remportent leur premier (des quatre) ECW World Tag Team Championship le 6 mars 1996. Heyman fait intégrer The Gangstas (New Jack et Mustafa Saed, de la Smoky Mountain Wrestling) pour rivaliser avec TPE. Les deux équipes commencent immédiatement une longue et sanglante rivalité qui voyait s'opposer le style de vie « dur, sombre, de la côte ouest » des Gangstas contre celui « plus tranquille venant de la côte est » des Public Enemy. Leur rivalité est celle que beaucoup de personnes citent comme un des « classiques » de la ECW[réf. nécessaire].
The Public Enemy était aussi impliqué dans quelques-uns des moments les plus mémorables de la ECW. A une occasion, pendant un match par équipe contre Cactus Jack et Terry Funk, Terry Funk se tournait vers la foule et demandait aux fans s'il pouvait utiliser une chaise. Un fan jeta immédiatement une chaise sur le ring, il n'en fallait pas plus pour que les autres fans fassent de même. Le ring était finalement rempli de chaises avec les deux membres des Public Enemy complètement enterrés dessous[réf. nécessaire].
Dans un autre accident à Tampa, aux alentours de la fin de leur passage à la ECW, ils demandaient aux fans de venir sur le ring pour danser avec eux une dernière fois. Alors que de plus en plus de fans venaient sur le ring, tous dansant, celui-ci finissait par s'écrouler[réf. nécessaire].
À ECW House Party le 10 janvier 1999, The Public Enemy faisait son retour pour un match face aux Dudley Boyz. À cette époque, ils étaient toujours sous contrat avec la World Championship Wrestling  (WCW), mais ils affrontaient avec succès (avec l'aide de New Jack) les Dudleys. Après ceci, Johnny Grunge prenait le micro et affirmait que « si vous ouvrez nos corps et regardez nos cœurs, il n'y a qu'une seule chose qui y reste, et c'est la ECW ! » Grunge remerciait ensuite les Dudleys pour tenir « la maison que les Public Enemy ont construite » alors qu'ils étaient partis, et ils invitaient ensuite tout le monde à venir sur le ring pour célébrer[réf. nécessaire].

### World Championship Wrestling (1996)
En 1996, après leur succès à la ECW, The Public Enemy signait un contrat à la World Championship Wrestling en reprenant les mêmes personnages et leurs pratiques, à savoir l'utilisation fréquente de tables. Ils y restent trois ans, et remportent le WCW World Tag Team Championship à une seule occasion face à Harlem Heat en 1996.

### World Wrestling Federation (1999)
The Public Enemy s'en vont par la suite à la World Wrestling Federation. Cependant, ils ne sont pas bien acceptés en coulisses par les catcheurs vétérans de la WWF et le personnel, à cause de l'animosité sur le fait que The Public Enemy a choisi la WCW au lieu de la WWF quand ils avaient leur chance[réf. nécessaire]. Rocko Rock est aussi forcé de changer son nom qui était écourté en « Flyboy » Rocko, pour ne pas prêter à confusion avec The Rock. Ils font leurs débuts à la WWF le 22 février 1999, à Raw is War dans un match face à Edge et Gangrel (avec Christian) qu'ils gagnent par disqualification. Ils obtiennent un match pour le titre de champion par équipe le 15 mars 1999 à RAW face aux champions Owen Hart et Jeff Jarrett mais perdent. Ils font une dernière apparition à la WWF, le 10 avril 1999 dans un match face aux Hardy Boyz qu'ils perdent.

### WCW et circuit indépendant
The Public Enemy retournent brièvement à la WCW en 1999 après avoir quitté la WWF, les deux hommes étant impliqués dans le WCW Hardcore Junkyard Invitational à WCW Bash at the Beach remporté par Fit Finlay. Aucun des deux membres ne retournent par la suite sur un programme de la WCW, et The Public Enemy fait leur dernière apparition à ECW on TNN.
L'équipe fait ensuite de courtes apparitions sur la scène indépendante, apparaissant à la fédération Pro-Pain Pro Wrestling (3PW), ainsi que dans quelques territoires de la National Wrestling Alliance (NWA) où ils remportent les NWA World Tag Team Championship en 1999 et le NWA United States Tag Team Champions en 2000. Ils participent également aux enregistrements non-diffusés de la X Wrestling Federation, sous le nom South Philly Posse, avec comme manager Jasmin St. Claire.

## Décès
Le 22 septembre 2002, Ted Petty (« Flyboy » Rocco Rock) décède des suites d'une attaque cardiaque après un show. Le 16 février 2006, Mike Durham (Johnny Grunge) décède à son tour chez lui des suites de complications avec une apnée du sommeil.
Ian Rotten, ancien collègue et ami de Ted, lui a rendu hommage en donnant son nom à un tournoi qu'il organise dans la promotion qu'il dirige (IWA Mid-South), le Ted Petty Invitational.

## Palmarès et accomplissements
- Cauliflower Alley Club
  - Other honorees (1995)

- Extreme Championship Wrestling
  - 4 fois ECW World Tag Team Champions en 1994 et 1995[4]

- i-Generation Superstars of Wrestling
  - 2 fois i-Generation Tag Team Champions en 2000[11]

- Main Event Championship Wrestling
  - 1 fois MECW Tag Team Champions en 2001[12]

- National Wrestling Alliance
  - 1 fois NWA World Tag Team Champions en 1999[5]
  - 1 fois NWA United States Tag Team Champions en 2000[8]

- Turnbuckle Championship Wrestling
  - 1 fois TCW Tag Team Champions en 2001[13]

- World Championship Wrestling
  - 1 fois WCW World Tag Team Champions en 1996[6]